# Parresia
En la retòrica clàssica, la parresia era una manera de «parlar amb franquesa o d'excusar-se per parlar així». El terme prové del grec παρρησία parrhēsía (παν = ‘tot’ + ρησις/ρημα = ‘locució, discurs’) que significa literalment ‘dir-ho tot’ i, per extensió, ‘parlar lliurement’. Implica no només la llibertat d'expressió sinó l'obligació de parlar amb la veritat per al bé comú, àdhuc davant d'un perill individual.
Segons explica el filòsof francès Michel Foucault, aquesta paraula del grec antic té tres formes diferents: Parrhesia és un substantiu, que significa ‘lliure d'expressió’; Parrhesiazomai és un verb, que significa ‘fer servir la parrhesia’; i Parrhesiastes és un substantiu, que vol dir aquell que utilitza parresia, o ‘aquell que diu la veritat.
El terme apareix per primer cop a la literatura grega emprat per Eurípides, i es pot trobar en textos grecs antics de finals del segle v aC fins al segle v dC. Implica no només llibertat d'expressió, sinó l'obligació de dir la veritat pel bé comú, fins i tot a risc de posar la vida o la reputació personal en perill.

## A l'Antiga Grècia
La parresia té els seus orígens a l'antiga Grècia, i era una forma comuna de comunicació a algunes de les escoles del segle iv aC, fou la forma de comunicació emprada per l'escola cínica, era part de llur estil de vida. La parresia també fou la manera d'expressió dels epicuris.

## Ús a l'Antic Testament
Michel Foucault resumeix el concepte de parresia de l'Antic Testament de la manera següent (1983):
| « | De manera més precisa, la parresia és una activitat verbal en què un parlant expressa la seva relació personal a la veritat, i corre perill perquè reconeix que dir la veritat és un deure per millorar o ajudar altres persones (tant com a si mateix). En parresia, el parlant empra la seva llibertat i escull la franquesa en comptes de la persuasió, la veritat en comptes de la falsedat o el silenci, el risc de mort en comptes de la vida i la seguretat, la crítica en comptes de l'adulació i el deure moral en comptes de l'autointerès i l'apatia moral. | » |

## Ús al Nou Testament
Un ús relacionat de parresia es troba al Nou Testament grec, en què significa ‘discurs atrevit’, l'habilitat dels creients de mantenir llur propi discurs davant de les autoritats polítiques i religioses.

## Significats contemporanis
Michel Foucault va desenvolupar el concepte de parresia com una manera de discurs en què hom parla obertament i sincera sobre si mateix o les pròpies opinions sense recórrer a la retòrica, la manipulació o la generalització. Segons Foucault, emperò, qui practica la parresia «no és només sincer... sinó que diu també la veritat». La noció de parresia en sentit foucaultià està afectada pel nostre model cartesià d'experiència d'allò evident. A grans trets, per a René Descartes, la veritat és allò (racionalment) innegable. En el context d'una investigació filosòfica, el que pot ser posat en dubte ha de ser posat en dubte i, llavors, el discurs que no és examinat o criticat no necessàriament té una relació vàlida amb la veritat. Segons Foucault, en canvi, el «parresista diu la veritat perquè ell sap que es tracta de la veritat, i sap que és veritat perquè realment és veritat».
Hi ha diverses condicions que fundaven la noció tradicional de parresia del grec antic. Qui recorre a la parresia sosté una relació creïble envers la veritat, la seva possessió de la veritat està garantida per certes qualitats morals; d'aquesta manera, és un crític de si mateix, o de l'opinió popular o cultural; revelar la veritat el col·loca en una posició de perill però insisteix a parlar de la veritat, car considera que és la seva obligació moral, social i o política. Més encara, qui practica la parresia ha d'estar en una posició social més feble que aquells a qui se'ls revela. Per exemple, un pupil «cantant-li les veritats» al seu mestre seria un exemple precís de parresia, mentre que un mestre que diu la veritat al seu pupil, no.
Estranyament, per a Foucault, Sòcrates és un cas modèlic de parresista. Això no sembla coherent amb la seva afirmació que entre els grecs, «el parresista no sembla mostrar cap dubte sobre la seva pròpia possessió de la veritat». En efecte, això últim no es condiu amb la confessió socràtica de la seva pròpia ignorància, amb la petició que se'l refuti en cas que s'ho mereixi o amb la severa crítica a la qual el personatge platònic de Sòcrates exposa, sense poder rebatre-la, idees que abans havia sostingut; tampoc, amb la disposició de Sòcrates a revisar, fins a l'últim moment de la seva vida, les conclusions abans establertes. Una explicació d'aquesta suposada contradicció en Foucault és que la parresia permetia al mestre, al filòsof o al metge, de relacionar-se amb el deixeble o amb el pacient de manera que ell es modifiqués per si mateix i es convertís en un subjecte de veritat. Així doncs, ni el deixeble era controlat pel seu mestre, ni es veia imposar la veritat; rebia, en canvi, la veritat subjectivada d'aquest, com a estímul per arribar al coneixement pels seus propis mitjans.